# Aiguefonde
Aiguefonde è un comune francese di 2 825 abitanti situato nel dipartimento del Tarn nella regione dell'Occitania.

## Società

### Evoluzione demografica
Abitanti censiti